# النظام الدولي للكميات
النظام الدولي للكمّيّات (اختصاراً ISQ) هو نظام معياري دولي للكمّيّات في مجال العلوم الحديثة مثل الفيزياء. يتضمن هذا النظام الكميات الأساسية مثل الطول والكتلة على سبيل المثال والعلاقات بينها.
يوصف هذا النظام بشكل رسمي في المعيار الدولي ISO/IEC 80000.

## الكميات الأساسية
تعرف الكميات الأساسية لنظام من كميات فيزيائية أنها المجموعات الجزئية المكونة لها بالشكل الذي لا يمكن التعبير عنها بدلالة الكميات الأخرى في المجموعة. هناك سبعة كميات أساسية في النظام الدولي للكميات، ووحداتها هي الوحدات الدولية الأساسية كما مبينة بالجدول أدناه:
| الوحدة الأساسية    | الرمز الأجنبي للكمية         | وحدة دولية أساسية | رمز الوحدة الدولية الأساسية |
| ------------------ | ---------------------------- | ----------------- | --------------------------- |
| الطول              | {\displaystyle l}            | متر               | m / م                       |
| الكتلة             | {\displaystyle m}            | كيلوغرام          | kg / كغ (أو كج)             |
| الزمن              | {\displaystyle t}            | ثانية             | s / ثا                      |
| التيار الكهربائي   | {\displaystyle I}            | أمبير             | A / أ                       |
| درجة حرارة المطلقة | {\displaystyle T}            | كلفن              | K / ك                       |
| كمية المادة        | {\displaystyle n}            | مول               | mol / مول                   |
| شدة الإضاءة        | {\displaystyle I_{\text{v}}} | قنديلة            | cd / قد                     |